# A kísértés órája
Az A kísértés órája (eredeti angol címe The Shining Hour) 1938-ban bemutatott fekete-fehér amerikai filmdráma. Rendezte Frank Borzage. Magyarországon 1939. március 16-án mutatták be.

## Cselekménye
Olivia Riley, a Sirocco mulató korábbi táncosnője, aki már megcsömörlött az éjszakai élettől, boldogan fogadta Henry Linden, a vidéki földbirtokos házassági ajánlatát. Henry testvére, Davy a családi kastélyban élt feleségével, Judyval. A két fivér nővére, Anna New York-ba küldte Davyt, hogy akadályozza meg a táncosnővel tervezett házasságot. Davy nem járt sikerrel, mert Henry ragaszkodott a házassághoz, Davy pedig maga is megváltoztatta korábbi véleményét Oliviáról. 
Olivia és Henry megérkeznek a Lindenek vidéki kastélyába. Olivia felveszi a harcot Anna gyűlöletével és hamarosan Davy is szövetségesévé válik. Judy lemondással látja, hogy a volt táncosnő a férjét is meghódítja, de bízik benne, hogy Davy vissza fog térni hozzá. Olivia ugyanis – bár Henry felesége –, Davy-be lett szerelmes. 
Henry a kastély közelében villát építtet. A felavatás napján az épületben tűz üt ki. Judy, hogy ne álljon férje boldogsága útjában, berohan a lángoló épületbe. Olivia most érti meg, hogy mi zajlik Judy lelkében: utána rohan és megmenti őt. Anna belátja, hogy félreismerte Oliviát, Davy visszatér Judyhoz, Henry és Olivia pedig egy időre elutaznak a kastélyból.

## Szereplők
- Joan Crawford – Olivia Riley
- Margaret Sullavan – Judy Linden
- Robert Young – David Linden
- Melvyn Douglas – Henry Linden
- Fay Bainter – Hannah Linden
- Allyn Joslyn – Roger Q. Franklin
- Hattie McDaniel – Belvedere
- Oscar O'Shea – Charlie Collins
- Frank Albertson – Benny Collins
- Harry Barris – Bertie